# Komunistyczna Partia Chin
Niektóre z zamieszczonych tu informacji wymagają weryfikacji.
Dokładniejsze informacje o tym, co należy poprawić, być może znajdują się w dyskusji tego artykułu.
 Po wyeliminowaniu niedoskonałości należy usunąć szablon {{Dopracować}} z tego artykułu.

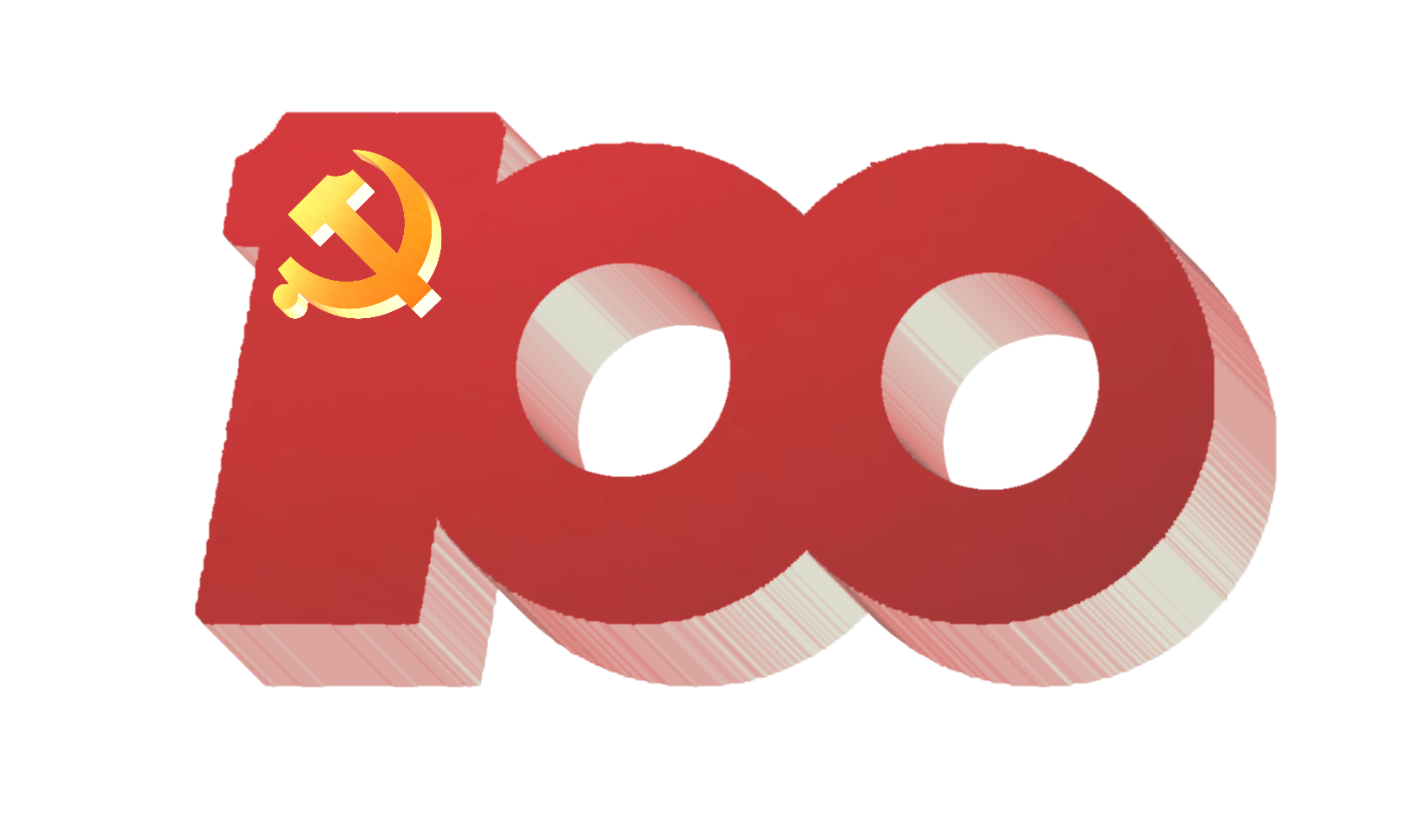
Logo wypuszczone z okazji 100 lecia partii

Komunistyczna Partia Chin (chiń. upr. 中国共产党; chiń. trad. 中國共産黨; pinyin Zhōngguó Gòngchǎndǎng [ʈʂʊ́ŋ.kwǒ kʊ̂ŋ.ʈʂʰàn.tàŋ]) – rządząca partia polityczna w Chińskiej Republice Ludowej, założona w 1921. Do 1927 współpracowała z Kuomintangiem, następnie toczyła z nim wojnę domową do 1949 z przerwą w latach 1937–1945, kiedy to obie partie zawarły taktyczny sojusz przeciwko japońskim najeźdźcom.
Partia na przestrzeni lat przeszła ewolucję ideową z radykalnego maoizmu do socjalizmu o chińskiej specyfice. Obecnie utrzymuje ożywione kontakty z partiami z zagranicy, szczególnie z tymi o profilu komunistycznym i socjaldemokratycznym.

## Historia

### Utworzenie KPCh i wczesna historia
KPCh ma swoje korzenie w Ruchu 4 Maja 1919, w trakcie którego wśród chińskich intelektualistów poklask zyskały radykalne ideologie takie jak marksizm i anarchizm. Pierwszym wiodącym chińskim intelektualistą który publicznie poparł leninizm i rewolucję światową był Li Dazhao. Kolejnym czołowym chińskim leninistą był Chen Duxiu. Li był mniej radykalny od Chena i nie odrzucił udziału w życiu politycznym ówczesnej Republiki Chińskiej. Obaj działacze uważali że rewolucja październikowa w Rosji jest przełomowa i zwiastuje nową erę dla uciskanych narodów na całym świecie. Struktury KPCh były wzorowane na opracowanej przez Włodzimierza Lenina teorii partii awangardowej. Ideowe zalążki programu partii opracowali działacze kulturalni okresu Ruchu Nowej Kultury w tym Cai Hesen.
Krajowy Kongres Założycielski partii odbył się w dniach 23–31 lipca 1921. Kongres miał początkowo odbyć się jeszcze 3 lipca w Szanghaju, jednak spotkanie zakłóciła policja. Z obawy przed kolejnymi próbami rozbicia wiecu uczestnicy kongresu spotkali się w łodzi na środku jeziora w Jiaxing, znajdującego się prowincji Zhejiang. W kongresie udział wzięło tylko 12 delegatów. Udziału w spotkaniu nie wzięli ani Li, ani Chen (który wysłał swojego przedstawiciela). Na kongresie podjęto decyzję o utworzeniu partii komunistycznej będącej filią Międzynarodówki Komunistycznej. Przewodniczącym partii został wybrany przez delegatów Chen.
Komuniści zdominowali lewe skrzydło Kuomintangu, będącego partią zorganizowaną na wzór leninowski. Komuniści o władzę w partii walczyli z przedstawicielami prawicowej frakcji. Gdy lider KMT Sun Jat-sen zmarł w marcu 1925, jego następcą został prawicowiec Czang Kaj-szek, który zainicjował marginalizację komunistów. Świeżo po sukcesie ekspedycji północnej, w trakcie której udało mu się pokonać lokalnych watażków, Czang rozpoczął akcje przeciwko komunistom. Ignorując rozkazy rządu KMT w Wuhanie pomaszerował na Szanghaj kontrolowany przez komunistyczne bojówki. Komuniści z zadowoleniem przyjęli przybycie Czanga, nie wiedzieli jednak że wkrótce po przybyciu obróci się on przeciwko nim. Z pomocą miejscowej organizacji przestępczej, Zielonego Gangu, prawica KMT dokonała w mieście masakry 5000 zwolenników KPCh. Armia Czanga powędrowała następnie na Wuhan, jednak została odparta przez dowódcę wojskowego z KPCh, generała Ye Tinga. Sojusznicy Czanga zaatakowali również komunistów w Pekinie, gdzie 19 czołowych komunistów zostało zabitych przez watażkę Zhang Zuolina, a w mieście Changsha oddziały He Jiana zmasakrowały setki chłopskich milicjantów sprzyjających KPCh. W wyniku czystek z rąk nacjonalistów zginęły dziesiątki tysięcy komunistów i ich sympatyków. KPCh utraciło 15 tysięcy spośród 25 tysięcy członków.
KPCh nadał popierała rząd KMT w Wuhanie, jednak 15 lipca 1927 niespodziewanie rząd ten wydalił z partii wszystkich komunistów. Komuniści zareagowali na woltę tworząc Robotniczo-Chłopską Armię Czerwoną Chin do walki z Kuomintangiem. Batalion pod dowództwem Zhu De 1 sierpnia 1927 zaatakował miasto Nanchang, rozpoczynając powstanie. Początkowo powstanie odniosło sukces, jednak stopniowo komunistyczne oddziały zmuszono do odwrotu na południe do Shantou, a następnie na pustynię Fujian. Mao Zedong mianowany został dowódcą naczelnym Armii Czerwonej i poprowadził cztery pułki do Changsha celem wywołania powstania chłopskiego w całym Hunan. Po wkroczeniu Mao do Hunan wiosną 1928 sytuację wykorzystał Kuomintang, który najechał obszary kontrolowane przez komunistów w Jiangxi, co zmusiło Mao do wycofania się tam w celu obrony.

### Wojna domowa i wojna z Japonią
Zniszczenie aparatu organizacyjnego miejskiej KPCh doprowadziło do zmian instytucjonalnych w partii. Partia przyjęła zasadę centralizmu demokratycznego i ustanowiła Biuro Polityczne. Wszystkie te działania zwiększyły centralizację partii. Po dymisji Chen Duxiu de facto władzę w partii na lata 1919–1930 przejął Li Lisan. Li pogłębił kryzys w partii, co spotkało się z działaniem Kominternu, który pod koniec 1930 wpłynął na odebranie mu uprawnień. W 1935 nieformalnym przywódcą partii stał się Mao, którego nieformalnymi zastępcami stali się Zhou Enlai i Zhang Wentian (będący sekretarzem generalnym). Wojna z KMT przyśpieszyła proces upolitycznienia i scentralizowania Armii Czerwonej, utworzone zostały wydziały polityczne KPCh odpowiedzialne za nadzór nad armią.
Wybuch II wojny chińsko-japońskiej spowodował przerwę w konflikcie między KPCh i KMT. Między KPCh i KMT utworzono kolejny sojusz mający na celu wspólną walkę z inwazją. Sojusz istniał formalnie do 1945, jednak współpraca między partiami de facto zakończyła się w 1940. Pomimo formalnego sojuszu KPCh wykorzystało okazję do poszerzenia swoich obszarów i przygotowań do nadchodzącej walki z Kuomintangiem. W 1939 KMT zaczął ograniczać ekspansję KPCh, co doprowadziło do częstych starć między KPCh a KMT. Starcia te nie trwały długo, ponieważ żadna ze stron nie była wówczas zdolna prowadzić wojny na dwóch frontach. W 1943 KPCh ponownie aktywnie rozpoczął poszerzanie obszarów kosztem KMT.
Po klęsce Japonii w 1945 ponownie wybuchła wojna domowa między KMT a KPCh. Dzięki pomocy ze strony Amerykanów (i jeszcze w czasie wojny Japończyków) KMT było w stanie odzyskać znaczną część kraju z rąk komunistów. KMT pomimo zyskania wielu obszarów musiało liczyć się z tym, że było bardzo niepopularne w społeczeństwie z powodu m.in. powszechnej w partii korupcji. W tym samym czasie KPCh dzięki pomocy ZSRR przejęło kontrolę nad Mandżurią. KMT osłabione zostało też przez masowe protesty studentów i intelektualistów, na które odpowiadało zresztą brutalnymi represjami. Inną przyczyną kryzysu KMT były wewnętrzne walki frakcyjne. Chaos w KMT spowodował masowe dezercje, w wyniku których z dwumilionowej armii uciekło aż milion żołnierzy. W rezultacie komuniści odnosili zwycięstwo za zwycięstwem. 1 października 1949 Mao proklamował utworzenie Chińskiej Republiki Ludowej, co oznaczało zakończenie wojny domowej.

### Partia rządząca
ChRL powstała na zasadach marksizmu-leninizmu, a precyzyjnie na zasadach sinizacji leninizmu, nazwanego później jako maoizm. W latach 60. doszło do rozłamu radziecko-chińskiego, który oddzielił KPCh ideologicznie od Komunistycznej Partii Związku Radzieckiego. W kolejnych latach odbyła się rewolucja kulturalna. Po śmierci Mao w 1976 wybuchła walka o władzę między Deng Xiaopingiem a Hua Guofengiem. Walkę o władzę wygrał Deng. Deng wraz z Chen Yunem i Li Xiannianem przeprowadzili szereg reform i wdrażali politykę otwarcia na świat. Wówczas powstało pojęcie socjalizmu o chińskiej specyfice. Deng odrzucił niektóre z lewicowych elementów polityki Mao, twierdząc że państwo socjalistyczne może wykorzystywać elementy gospodarki rynkowej nie stając się przy tym kapitalistycznym państwem. Polityka ta przyczyniła się do gigantycznego wzrostu gospodarczego. Nowa ideologia była kwestionowana w partii zarówno przez maoistów, jak i zwolenników głębszej liberalizacji. Kulminacją sytuacji były protesty na placu Tian’anmen w 1989. Wizja ekonomii Denga zwyciężyła i w ciągu lat 90. wprowadzony został socjalizm rynkowy, a w 1997 przekonania Denga (Teoria Denga Xiaopinga) została umiejscowiona w konstytucji KPCh.
Władzę po Dengu w 1989 przejął Jiang Zemin, który nazwał Denga najważniejszym liderem i kontynuował większość elementów jego polityki. W 2003 w ramach konstytucji partii ratyfikowano zasadę trzech reprezentacji Zemina, która była jeszcze głębszym odejściem od maoizmu. Następca Mao, Hu Jintao, objął urząd w 2002. W odróżnieniu od poprzedników Jintao położył większy nacisk na wspólne przywództwo aniżeli jednoosobowe rządy. Hu Jintao rozwinął koncepcje zwaną jako harmonijne społeczeństwo. W 2012 zrezygnował z urzędu, a władzę po nim objął Xi Jinping. Według komentatorów zagranicznych działania Xi, takie jak zwiększenie centralizacji i walka z korupcją, mają upodobnić go do postaci Mao Zedonga.

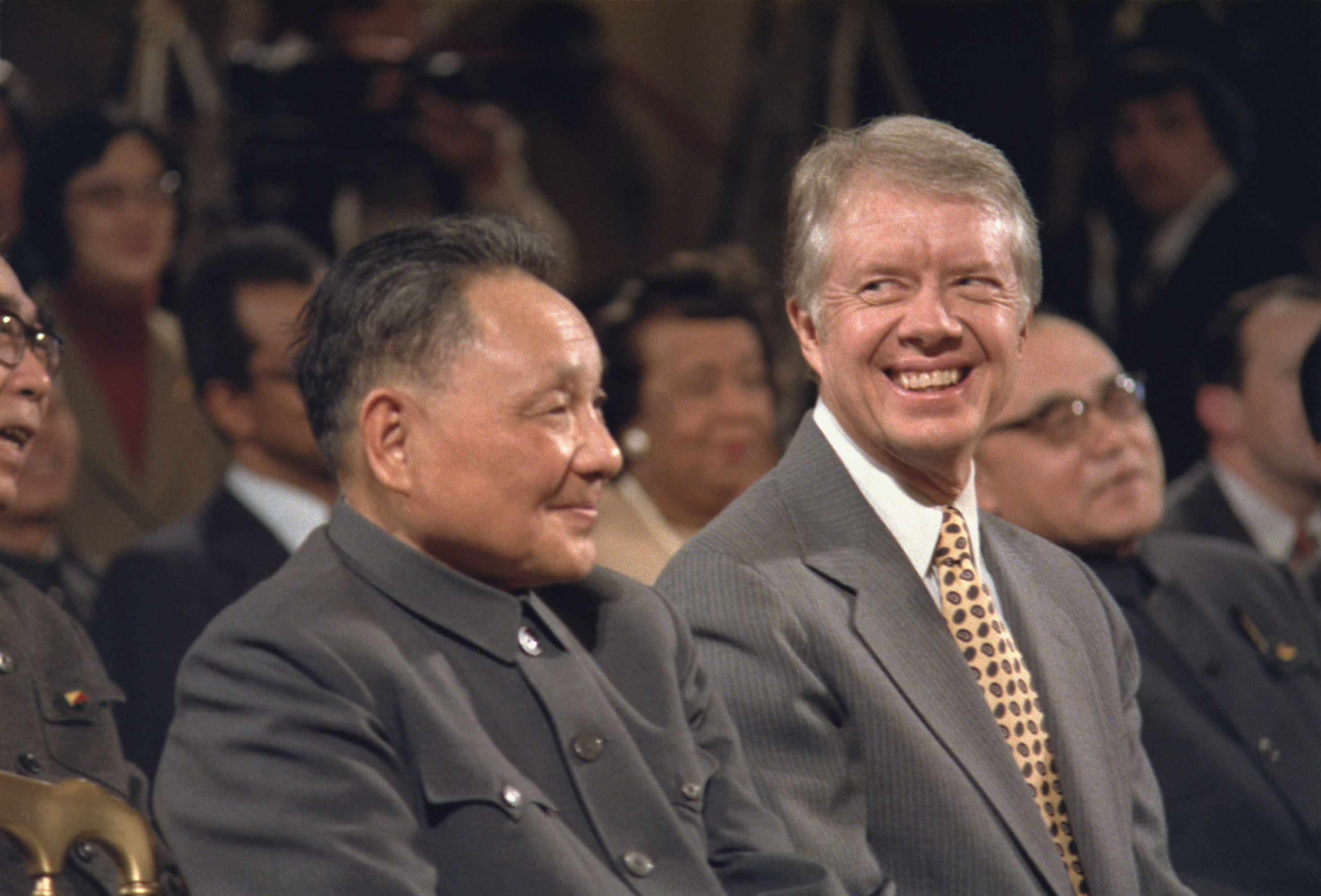
Deng Xiaoping z Jimmym Carterem, 1979

## Organizacja
Teoretycznie najwyższym organem władzy jest obradujący przynajmniej raz na 5 lat Komitet Centralny. Inne ważne organy władzy zostały wymienione w konstytucji partyjnej i są to:
- Stały Komitet Biura Politycznego KC, składający się obecnie z 7 członków;
- Biuro Polityczne KC, które składa się z 25 członków (włączając skład Stałego Komitetu Biura Politycznego KC);
- Sekretariat KC, czyli czołowe ciało administrujące KPCh rządzone przez Sekretarza Generalnego KPCh i siedmiu sekretarzy;
- Centralna Komisja Wojskowa;
- Centralna Komisja Kontroli Dyscyplinarnej.

Co 5 lat odbywa się zjazd krajowy Komunistycznej Partii Chin. Formalnie zjazd ten pełni 2 funkcje: zatwierdza zmiany w konstytucji partyjnej oraz wybiera Komitet Centralny, liczący 376 członków (205 członków + 171 zastępców). Następnie, KC wybiera Biuro Polityczne. W praktyce stanowiska w Komitecie Centralnym i Biurze Politycznym obsadzone są na długo przed zjazdem, a głównym jego zadaniem jest ogłoszenie celów politycznych partii i określenie kierunku rozwoju Chin na kolejne lata.
Główną władzę w państwie sprawuje Stały Komitet Biura Politycznego KC. Procedura wyboru członków Stałego Komitetu jest zbliżona do procedury wyboru Biura Politycznego i również odbywa się za kulisami oficjalnych zjazdów. Nowa struktura władzy jest ogłaszana pośrednio poprzez graficzny układ portretów nowo wybranych dygnitarzy na stronach oficjalnej gazety partyjnej Renmin Ribao. Liczba członków Stałego Komitetu zmieniała się na przestrzeni lat; obecnie, zgodnie z ustaleniami XVIII Krajowego Zjazdu Partii w 2012 liczy on 7 członków.

## Liga Młodzieży Komunistycznej
Skrzydłem młodzieżowym partii jest Liga Młodzieży Komunistycznej, będąca największą organizacją młodzieżową Chin. Do organizacji mogą dołączać osoby od 14 do 28 roku życia. Dzieci poniżej 14 roku życia mogą z kolei wstępować do kontrolowanej przez Ligę organizacji Młodzi Pionierzy. Komitet Centralny (i wszystkie organy centralne) Ligi znajdują się pod kierownictwem KPCh. W chwili 17. Kongresu Narodowego Ligi w 2013 liczyła ona 89 milionów członków.

## Symbole partyjne

Flaga Komunistycznej Partii Chin

Zgodnie z artykułem 53 konstytucji KPCh symbolem partii jest flaga. Na początku swojej historii KPCh nie miała oficjalnych standardów flagi, a poszczególnym komitetom pozwolono na kopiowanie flagi WKP(b). Proporcje flagi unormowano 28 kwietnia 1942 z inicjatywy Centralnego Biura Politycznego. Kolor czerwony partyjnej flagi symbolizuje rewolucję, sierp i młot – robotników i chłopów, co oznacza że KPCh reprezentuje interesy społeczeństwa, a kolor żółty – czystość.

## Ideologia
Oficjalną ideologią KPCh jest marksizm-leninizm. Choć według wielu analityków chińskiego systemu obecnie partia komunistyczna jest daleka od ortodoksyjnego marksizmu-leninizmu i częściowo od myśli Mao (przynajmniej odrzuca podstawy jego ortodoksyjnego myślenia), to KPCh odrzuca te oskarżenia, przedstawiając się jako siłę konsekwentnie komunistyczną. Tezy o socjalistycznej gospodarce rynkowej z chińskimi cechami są przez Partię argumentowane tym, że w teorii marksizmu kapitalizm był pierwszym stopniem w osiągnięciu komunizmu, a Chiny współczesne znajdują się jeszcze we wczesnym stadium socjalizmu. Teorie Denga Xiaopinga, które zastąpiły maoizm w tradycyjnym wydaniu, zostały dodane do konstytucji Partii na 14. Kongresie Narodowym Partii. Na tym samym kongresie podtrzymano tezę Denga o tym, że nieważne jest to, czy coś było dotychczas uznawane za socjalistyczne czy kapitalistyczne, a jedynym ważnym czynnikiem jest skuteczność danego rozwiązania.
Zasada Trzech Reprezentacji, która została przyjęta na 16. Kongresie Narodowym, stanowi według partii dostosowanie marksizmu do chińskich warunków. Część działaczy partii skrytykowała teorię jako niemarksistowską, jej zwolennicy utrzymują jednak że zasada jest dalszym uzupełnieniem socjalizmu poprzez nadanie mu chińskich cech. Na tym samym kongresie przyjęta została Koncepcja Naukowego Rozwoju.
Od czasu globalnego kryzysu, który rozpoczął się w 2008 roku, partia przesunęła się ponownie na pozycje bardziej lewicowe. Współcześnie partia jest krytyczna wobec zjawiska globalizacji, które uważa za zjawisko czysto kapitalistyczne i ponownie odwołuje się do pism Karola Marksa. Partia postrzega świat jako zorganizowany na dwa przeciwne sobie obozy: socjalistyczny i kapitalistyczny. Komuniści podkreślają, że socjalizm na podstawie materializmu historycznego w końcu zatriumfuje nad kapitalizmem.

Portret Mao na Bramie Niebiańskiego Spokoju na placu Tian’anmen w Pekinie

## Współpraca z innymi partiami

### Partie komunistyczne
Komunistyczna Partia Chin utrzymuje żywe relacje z partiami komunistycznymi z całego świata i uczestniczy w międzynarodowych konferencjach organizowanych przez ten ruch, z których największą jest Międzynarodowe Spotkanie Partii Komunistycznych i Robotniczych (International Meeting of Communist and Workers’ Parties). Chiny stale odwiedzane są przez delegatów zagranicznych partii komunistycznych. Na przykład w 2013 sekretarz generalny Portugalskiej Partii Komunistycznej Jerónimo de Sousa spotkał się z członkiem Politbiura KPCh Liu Qibao, a Pierre Laurent z Francuskiej Partii Komunistycznej spotkał się z Liu Yunshanem. W 2014 sekretarz generalny partii Xi Jinping osobiście spotkał się z pierwszym sekretarzem Komunistycznej Partii Federacji Rosyjskiej Giennadijem Ziuganowem celem omówienia wzajemnych relacji partii. Oprócz wymienionych chińska partia utrzymuje kontakt głównie z partiami takimi jak Komunistyczna Partia Czech i Moraw, Komunistyczna Partia Brazylii, Komunistyczna Partia Nepalu (Zjednoczenie Marksistowsko-Leninowskie) i Komunistyczna Partia Hiszpanii. KPCh utrzymuje też kontakty z mniejszymi partiami komunistycznymi i robotniczymi, takimi tak Komunistyczna Partia Australii, Partia Pracowników Bangladeszu, Komunistyczna Partia Bangladeszu (marksistowsko-leninowska), Komunistyczna Partia Sri Lanki, Partia Pracujących Belgii, Węgierska Partia Pracujących, Partia Transformacji Hondurasu czy Dominikańska Partia Robotnicza.

### Partie rządzące w państwach socjalistycznych
Partia utrzymuje bliskie stosunki z pozostałymi partiami rządzącymi w państwach socjalistycznych wiernych idei komunizmu. KPCh uważa, że ruch państw socjalistycznych będzie w przyszłości ulegał poszerzeniu. Partia najbardziej zainteresowana jest Komunistyczną Partią Wietnamu, którą uważa za model przykładnego rozwoju socjalistycznego w erze postradzieckiej. Według chińskich analityków głównym powodem obecnego sukcesu Wietnamu jest polityka reform Doi Moi, zainicjowana na 6. Kongresie Narodowym KPW.
Bardziej specyficzne relacje łączą KPCh z Partią Pracy Korei. Chińscy analitycy mówią o Korei Północnej raczej pozytywnie, jednak potępiają tamtejszy kult jednostki czy system gospodarczy. Sama partia uważa, że w przyszłości Korea Północna będzie negatywnym przykładem ukazania rządów partii komunistycznej i państwa socjalistycznego. KPCh obecnie próbuje przekonać Partię Pracy Korei do wprowadzenia reform gospodarczych, a w 2006 zaprosiła sekretarza generalnego Kim Dzong Ila do odwiedzenia Chin w celu przyjrzeniu się sukcesowi chińskich reform gospodarczych.
Partia komunistyczna przejawia zainteresowanie także Komunistyczną Partią Kuby. Były sekretarz kubańskiej partii, Fidel Castro, jest w Chinach bardzo podziwiany, stale ukazują się tam liczne książki opisujące sukcesy rewolucji kubańskiej. Kontakty między partiami znacznie wzrosły po 1990. W 2007 Wu Guanzheng, członek Centralnego Biura Politycznego, spotkał się z Fidelem Castro i przekazał mu list napisany przez Hu Jintao.

### Partie niekomunistyczne
Od początku lat 80. szczególnie interesujące dla KPCh były partie socjaldemokratyczne Europy (szczególnie Socjaldemokratyczna Partia Niemiec i brytyjska Partia Pracy, ze względu na poparcie przez nie prywatyzacji i odrzucenie idei państwa opiekuńczego), od których partia starała się adaptować część zasad. Z wyjątkiem krótkiego okresu lat 70., gdy KPCh nawiązało relacje z partiami skrajnej prawicy w celu powstrzymania radzieckiego ekspansjonizmu, współpraca z socjaldemokratami była pierwszą poważną próbą nawiązania lepszych stosunków z podmiotami niekomunistycznymi. Według chińskich komunistów europejscy socjaldemokraci utworzyli kapitalizm z ludzką twarzą. Polityka ta była dość dużą zmianą, ponieważ jeszcze przed latami 80. KPCh zgodnie z tezami leninizmu była niechętna i lekceważąca względem socjaldemokracji.
Od schyłku i rozpadu bloku socjalistycznego w Europie Środkowo-Wschodniej partia rozpoczęła tworzenie relacji z partiami niepowiązanymi z komunizmem. Partia uczy się od niekomunistycznych partii modelu prowadzenia polityki, w tym celu nawiązała współpracę m.in. z Partią Akcji Ludowej z Singapuru, Partią Liberalno-Demokratyczną z Japonii, syryjską partią Baas czy Narodową Organizacją Wielkich Malajów z Malezji. Od czasów Jiang Zemina KPCh wykonała nawet przyjazne gesty wobec długoletniego wroga, Kuomintangu z Tajwanu, licząc na wzmocnienie prawdopodobieństwa zjednoczenia Tajwanu z Chinami kontynentalnymi.
W ostatnich latach partia szczególne zainteresowanie wykazywała regionem Ameryki Łacińskiej, na co wskazuje rosnąca liczba delegatów wysyłanych do tego regionu i przybywających do Chin. KPCh znajduje się szczególnie blisko Partii Rewolucyjno-Instytucjonalnej w Meksyku, która zresztą przeszła podobną do KPCh ścieżkę rozwoju – postawy nacjonalistyczne, ścisłą identyfikację z wiejską ludnością, wdrożenie nacjonalizacji, a następnie urynkowienie gospodarki. Jeszcze bliższe relacje łączą ją z socjalistycznymi i antyamerykańskimi partiami, które wyrosły do władzy na fali różowej fali. Partia, choć jest niekiedy podrażniona antykapitalistycznymi i antyamerykańskimi sentymentami spadkobierców wenezuelskiego prezydenta Hugo Cháveza, w 2013 podpisała porozumienie ze Zjednoczoną Partią Socjalistyczną Wenezueli i zobowiązała się do edukowania kadr PSUV w dziedzinach politycznych i społecznych. Już w 2008 KPCh potwierdziła, że nawiązała stosunki z 99 partiami politycznymi z 29 krajów Ameryki Łacińskiej.

## Lista Sekretarzy Generalnych Komunistycznej Partii Chin[73]
| Lp. | Fotografia | Imię i nazwisko | Okres urzędowania                     |
| --- | ---------- | --------------- | ------------------------------------- |
| 1   |            | Chen Duxiu      | 23 lipca 1921 – 7 listopada 1927      |
| 2   |            | Qu Qiubai       | 7 listopada 1927 – 12 lipca 1928      |
| 3   |            | Xiang Zhongfa   | 12 lipca 1928 – stycznia 1931         |
| 4   |            | Wang Ming       | stycznia 1931 – września 1931         |
| 5   |            | Bo Gu           | września 1931- 24 czerwca 1935        |
| 6   |            | Zhang Wentian   | 24 czerwca 1935 – 20 marca 1943       |
| 7   |            | Mao Zedong      | 20 marca 1943 – 9 września 1976       |
| 8   |            | Hua Guofeng     | 7 października 1976 – 28 czerwca 1981 |
| 9   |            | Hu Yaobang      | 29 czerwca 1981 – 15 stycznia 1987    |
| 10  |            | Zhao Ziyang     | 15 stycznia 1987 – 24 czerwca 1989    |
| 11  |            | Jiang Zemin     | 24 czerwca 1989 – 15 listopada 2002   |
| 12  |            | Hu Jintao       | 15 listopada 2002 – 15 listopada 2012 |
| 13  |            | Xi Jinping      | od 15 listopada 2012                  |